# Milton Gonçalves
Milton Gonçalves (Monte Santo de Minas, Minas Gerais, 1933. december 9. – Rio de Janeiro, 2022. május 30.) brazil színész és televíziós rendező, Brazília egyik leghíresebb fekete színésze, aki kétszer is együttműködött az ismert rendezővel, Héctor Babencoval. Egyik híres szerepe Babencóval William Hurt és Raúl Juliá mellett rendőrfőnök volt A pókasszony csókja című (1985) filmben.
Számos telenovellában dolgozott, többek között az A Cabana do Pai Tomás, Irmãos Coragem, O Bem-Amado, Pecado Capital, Baila Comigo, Partido Alto, Mandala, Felicidade, A Favorita és Lado a Lado című sorozatokban. Rendezőként dolgozott az O Bem-Amado és az Escrava Isaura című filmekben is.

## Karrierje
São Pauloban kezdte pályafutását, egy amatőr csoportban. Amikor egy profi csoportba került, találkozott Augusto Boallal, aki színészt keresett egy idős fekete férfi szerepére. Boal Teatro de Arena nevű társulatához csatlakozva nyitott környezetet talált a politikai, filozófiai és művészi vitákhoz, ahol nem diszkriminálták faji alapon.
Gonçalves négy darabot írt, amelyek közül egyet a Teatro Experimental do Negro vitt színre Dalmo Ferreira rendezésében. Erről az elkötelezettségről így nyilatkozott: "Ott tanultam meg mindent, amit a színházról tudok. Alapvető fontosságú volt a világ megértéséhez".
A Fekete Mozgalom aktivistája, Milton Gonçalves az 1990-es években politikai karrierrel próbálkozott, Rio de Janeiro állam kormányzójelöltjeként.
Maurício Gonçalves színész édesapja. 1966–2013 között Oda Gonçalves volt a felesége.

## Halála
2022. május 30-án, 88 éves korában halt meg Rio de Janeiroban.

## Filmjei
- Grande Teatro Tupi (1957-1959)
- Gabriela (1975)
- A pókasszony csókja (1985)
- A kisasszony (1986)
- Mandala (1987)
- Holdfény Parador felett (1988)
- Vad orchideák (1989)
- Felicidade (1991-1992)
- Kickboxer 3. – A küzdés művészete (1992)
- Você Decide (1992-2000)
- A pampák királya (1996)
- Négy nap szeptemberben (1997)
- Napumoceno végrendelete (1997)
- Mindent a szerelemért (1997)
- Flor asszony férjei (1998)
- Brava Gente (2001-2002)
- Carandiru - A börtönlázadás (2003)
- A Favorita (2008-2009)
- Força-Tarefa (2009-2011)
- Bankrablás (2011)
- Feketék fehéren (2012-2013)
- Pelé (2016)
- Pega Pega (2017-2018)
- Carcereiros (2018-2021)

## Fordítás
- Ez a szócikk részben vagy egészben  a   Milton Gonçalves című angol Wikipédia-szócikk ezen változatának fordításán alapul.  Az eredeti cikk szerkesztőit annak laptörténete sorolja fel. Ez a jelzés csupán a megfogalmazás eredetét és a szerzői jogokat jelzi, nem szolgál a cikkben szereplő információk forrásmegjelöléseként.